# العراق إبان حكم حزب البعث
الجمهورية العراقية (من 1968 إلى 1992) ثم جمهورية العراق (من 1992 إلى 2003) الاسم الرسمي لدولة العراق للحقبة بين عامي 1968 و2003 خلال فترة الحكم المتواصلة لحزب البعث العربي الاشتراكي، بدأت هذه الفترة بنمو اقتصادي مرتفع وازدهار هائل وانتهت بمواجهة العراق لركود اجتماعي وسياسي واقتصادي وانخفاض متوسط الدخل السنوي بسبب عدة عوامل خارجية وبسبب عدة سياسات داخلية للحكومة.
أطيح بالرئيس العراقي عبد الرحمن عارف ورئيس الوزراء العراقي طاهر يحيى خلال انقلاب 17 تموز الذي قاده أحمد حسن البكر من حزب البعث الذي كان في السابق يتولى السلطة في عام 1963 وكان يقوده في المقام الأول البكر وصدام حسين. ومن خلال منصبه كرئيس فعلي لأجهزة الاستخبارات في الحزب، أصبح صدام زعيم البلاد بحكم الأمر الواقع بحلول منتصف سبعينيات القرن العشرين، وأصبح زعيماً بحكم القانون في عام 1979 عندما خلف البكر في منصبه كرئيس للبلاد. أثناء حكم البكر القانوني، نما اقتصاد البلاد وزادت مكانة العراق داخل العالم العربي. ومع ذلك برزت عدة عوامل داخلية هددت استقرار البلاد منها صراع البلاد مع إيران والفصائل داخل الطائفة الشيعية في العراق، ومن المشاكل الخارجية الصراع الحدودي مع إيران، الذي أسهم في اندلاع الحرب بين إيران والعراق.
أصبح صدام رئيس العراق، ورئيس مجلس قيادة الثورة، ورئيس الوزراء والأمين العام للقيادة القطرية لحزب البعث في عام 1979، خلال موجة من الاحتجاجات المناهضة للحكومة في العراق بقيادة الشيعة. وكان حزب البعث، الذي كان علمانياً رسمياً في طبيعته، قد قمع الاحتجاجات بقسوة. وثمة تغيير آخر في السياسة يتمثل في سياسة العراق الخارجية تجاه إيران، وهي بلد مسلم شيعي. أدى تدهور العلاقات في نهاية المطاف إلى الحرب الإيرانية العراقية، التي بدأت في عام 1980 عندما شن العراق غزوا واسع النطاق لإيران. في أعقاب الثورة الإيرانية في عام 1979، اعتقد العراقيون أن الإيرانيين ضعفاء، وبالتالي هدفا سهلا لعسكرهم. وقد ثبت أن هذه الفكرة غير صحيحة، واستمرت الحرب لمدة ثماني سنوات. تدهور الاقتصاد العراقي خلال الحرب، وأصبحت البلاد تعتمد على التبرعات الأجنبية لتمويل جهودهم الحربية. وانتهت الحرب إلى طريق مسدود عندما تم التوصل إلى وقف لإطلاق النار في عام 1988، مما أسفر عن الوضع الذي كان قائما قبل الحرب.
فعندما انتهت الحرب، وجد العراق نفسه في خضم كساد اقتصادي، وكان مديناً بملايين الدولارات لبلدان أجنبية، ولم يكن قادراً على السداد لدائنيه. والكويت، التي عمدت إلى زيادة إنتاج النفط في أعقاب الحرب، وخفضت أسعار النفط الدولية، زادت من ضعف الاقتصاد العراقي. وردا على ذلك، هدد صدام الكويت بالغزو ما لم تخفض إنتاجها من النفط. وتوقفت المفاوضات، وفي 2 آب 1990، شن العراق غزواً للكويت. وأدى الرد الدولي الناجم عن ذلك إلى حرب الخليج العربي، التي خسرها العراق. أطلقت الأمم المتحدة عقوبات اقتصادية في أعقاب الحرب لإضعاف النظام البعثي العراقي. تدهورت الظروف الاقتصادية في البلاد خلال التسعينات، وفي مطلع القرن الحادي والعشرين، بدأ الاقتصاد العراقي في النمو مرة أخرى مع تجاهل العديد من الدول للعقوبات التي فرضتها الأمم المتحدة. وفي أعقاب هجمات 11 أيلول 2001، بدأت الولايات المتحدة "حربا عالمية على الإرهاب"، ووصفت العراق بأنه جزء من" محور الشر". في عام 2003، غزت الولايات المتحدة وقوات التحالف العراق، وتم خلع النظام العراقي البعثي بعد أقل من شهر.

## تاريخ

### انقلاب 1968
خلافا للانقلابات السابقة في تاريخ العراق، فإن انقلاب عام 1968، المشار إليه بثورة 17 تموز، كان، وفقا لكون كوفلين، "شأنا مدنيا نسبيا". وبدأ الانقلاب في الساعات الأولى من 17 تموز، عندما استولى عدد من الوحدات العسكرية والبعاثيين المدنيين على عدة مبان حكومية وعسكرية رئيسية؛ من بينها وزارة الدفاع ومحطة الكهرباء ومحطات الإذاعة وجميع جسور المدينة و"عدد من القواعد العسكرية". تم قطع جميع خطوط الهاتف في الساعة 03:00، وبحلول ذلك الوقت كانت عدة دبابات قد أمرت بالتوقف أمام القصر الرئاسي. عبد الرحمن عارف، رئيس العراق آنذاك، علم لأول مرة بالانقلاب عندما بدأ أعضاء مبتهجون من الحرس الجمهوري بإطلاق النار في الهواء في "انتصار سابق لأوانه". أخبر أحمد حسن البكر، قائد العملية، عارف عن حالته من خلال أجهزة الاتصالات العسكرية في قاعدة العمليات. وطلب عارف مزيدا من الوقت، اتصل خلاله بوحدات عسكرية أخرى لالتماس الدعم. بمجرد أن اكتشف الأمر، كانت الاحتمالات ضده، واستسلم. اتصل عارف بالبكر وأخبره أنه على استعداد للاستقالة؛ ولإظهار امتنانه، ضمن البكر سلامته، وأُمر نائبا البكر، حردان التكريتي وصالح عمر العلي، بإعطاء عارف هذه الرسالة شخصيًا. تم إرسال عارف وزوجته وابنه بسرعة على أول رحلة متاحة إلى لندن، المملكة المتحدة. وفي وقت لاحق من ذلك الصباح، أعلنت إذاعة البعثية أن حكومة جديدة قد أنشئت. وقد نُفِّذ الانقلاب بكل سهولة بحيث لم تزهق أي أرواح.
لقد نجح الانقلاب بسبب مساهمات المؤسسة العسكرية؛ ولم يكن حزب البعث العربي الاشتراكي قوياً بالقدر الكافي لتولي السلطة بنفسه. وتمكن حزب البعث من عقد صفقة مع عبد الرزاق النايف، نائب رئيس الاستخبارات العسكرية، وإبراهيم داود، رئيس الحرس الجمهوري. كان كل من النايف وداود يدركان أن بقاء حكومة عارف وطاهر يحيى على الأمد البعيد يبدو قاتماً، ولكنهما أدركا أيضاً أن البعثيين في حاجة إليهما إذا كان للانقلاب أن ينجح. ولمشاركته في الانقلاب، طالب النايف بمنحه منصب رئيس الوزراء بعد الانقلاب كمكافأة، ورمز لقوته. كما "كوفئ" داود بمنصب؛ وأصبح وزيرا للدفاع. ومع ذلك، لم يكن كل شيء يسير وفقًا لخطة نايف وداود؛ فقد أخبر البكر قيادة البعث في اجتماع سري أنه سيتم تصفية الاثنين إما "أثناء الثورة أو بعدها".
واحتفظ البكر، بوصفه قائد العملية العسكرية للانقلاب، بمنصبه كأمين قطري لحزب البعث، وانتخب لمنصب رئيس مجلس قيادة الثورة ورئيس الجمهورية ورئيس الوزراء. وفي أعقاب الانقلاب مباشرة نشب صراع على السلطة بين البكر والنايف. ومن الناحية العملية، كان ينبغي أن تكون للنايف اليد العليا؛ فقد كان ضابطًا محترمًا يدعمه الجندي العادي. ومع ذلك، ثبت أن البكر أكثر مكرًا وإقناعًا وتنظيمًا من النايف وداود وأنصارهما. وكان أحد القرارات الأولى التي اتخذها البكر في منصبه تعيين أكثر من مائة ضابط جديد في الحرس الجمهوري. وفي غضون ذلك، عمل صدام حسين على إنشاء منظمة أمنية واستخباراتية للحزب لمحاربة أعدائه. وفي 29 تموز، غادر داود في جولة إلى الأردن لتفتيش القوات العراقية المتمركزة هناك في أعقاب حرب 1967 مع إسرائيل. وفي اليوم التالي، دُعي نايف لتناول الغداء في القصر الرئاسي مع البكر، حيث اقتحم صدام الغرفة مع ثلاثة شركاء وهدد النايف بالقتل. أجاب النايف بالصراخ: "لدي أربعة أطفال". وأمر صدام النايف بمغادرة العراق فورا إذا أراد أن يعيش. النايف امتثل، ونفي إلى المغرب. فشلت محاولة اغتيال في عام 1973، لكنه اغتيل في لندن بناء على أوامر صدام في عام 1978. شارك داود في مصير مماثل، وتم نفيه إلى المملكة العربية السعودية. ولم يكن البعثيون مضمونين بأي حال من الأحوال للنصر؛ ولو كان أي من أنصار النايف قد علم بالعملية التي جرت ضده، لكانت بغداد قد أصبحت، على حد تعبير المؤرخ كون كوفلين، "مركز حمام دم قبيح".

### حكم البكر وصعود صدام إلى السلطة (1968–1979)

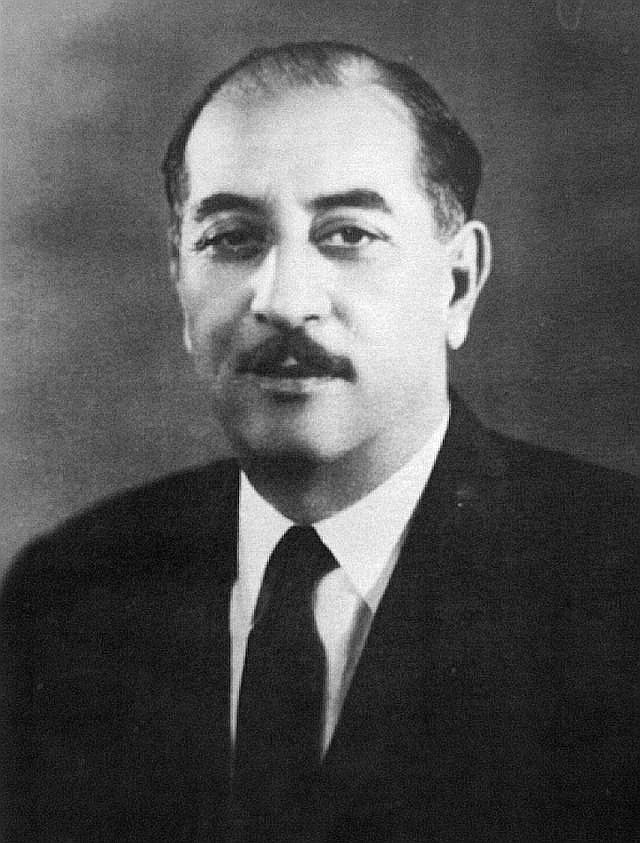
كان أحمد حسن البكر زعيماً بحكم القانون للعراق من عام 1968 إلى عام 1979.

عزز البكر موقفه في الحزب بمساعدة جهاز الأمن الحزب الذي أنشأه صدام وأجهزة الاستخبارات. واستخدم معظم عام 1968 لقمع الفكر والجماعات غير البعثية؛ على سبيل المثال، بدأت حملة ضد الناصريين و‌الشيوعيين تحت قيادة صدام. فقد ابتكرت الحكومة العديد من مؤامرات التجسس؛ واتهم الجواسيس الذين "ألقي القبض عليهم" بأنهم جزء من مؤامرة صهيونية ضد الدولة. كان الحزب الشيوعي العراقي متشككاً في الحكومة البعثية الجديدة، حيث تذكر العديد من أعضائها الحملة المناهضة للشيوعية التي شنتها عليهم الحكومة البعثية في عام 1963. بعد توليه السلطة، عرض البكر مناصب وزارية للحزب الشيوعي العراقي في الحكومة الجديدة؛ ورفض الحزب الشيوعي العراقي هذا العرض، ورد البكر بإطلاق حملة منهجية ضد الحزب الشيوعي العراقي والمتعاطفين مع الشيوعية. ومع ذلك، وكما يلاحظ المؤرخ تشارلز تريب في تاريخ العراق، بدأت الحملة "لعبة غريبة" حيث قامت الحكومة بالتناوب على اضطهاد وتودد إلى الحزب حتى 1972–1973، عندما تم عرض وقبول عضوية الحزب الشيوعي العراقي في الجبهة الوطنية التقدمية. والسبب وراء هذه" اللعبة الغريبة" كان اعتقاد حزب البعث بأن الحزب الشيوعي كان أكثر خطورة مما كان عليه حقا. عندما انفصل عزيز الحاج عن الحزب الشيوعي العراقي، وأنشأ الحزب الشيوعي العراقي (القيادة المركزية) وبدأ "حربا ثورية شعبية" ضد الحكومة، تم سحقها على النحو الواجب. وبحلول شهر نيسان من عام 1969 كانت الانتفاضة "الثورية الشعبية" قد سحقت، وتراجع الحاج عن معتقداته علنا. والسبب الآخر وراء هذه السياسة المناهضة للشيوعية هو أن العديد من أعضاء حزب البعث تعاطفوا علناً مع الشيوعيين أو القوى الاشتراكية الأخرى. ومع ذلك، في هذه المرحلة، لم يحظ كل من البكر وصدام بالدعم الكافي داخل الحزب لبدء سياسة لا تحظى بشعبية داخله؛ وفي المؤتمر القطري السابع لحزب البعث، أعرب كل من البكر وغيره من القادة البعثيين عن تأييدهم "للاشتراكية الراديكالية".
وبحلول منتصف إلى أواخر السبعينيات، نمت سلطة صدام داخل حزب البعث والحكومة؛ وأصبح قائدًا فعليًا للبلاد، على الرغم من أن البكر ظل رئيسًا وزعيمًا لحزب البعث ورئيسًا لمجلس قيادة الثورة. في عام 1977، في أعقاب موجة من الاحتجاجات من قبل الشيعة ضد الحكومة، تخلى البكر عن سيطرته على وزارة الدفاع؛ تم تعيين عدنان خير الله طلفاح، صهر صدام، وزير الدفاع. وقد أبرز هذا التعيين الطابع العشائري لحزب البعث والحكومة. وعلى النقيض من حظوظ صدام، كانت حظوظ البكر في تضاؤل. بدأت الشائعات عن صحة البكر السيئة تنتشر في البلاد. وبحلول نهاية عام 1977، لم يكن للبكر سيطرة تذكر على البلاد من خلال منصبه كرئيس. السبب في أن صدام لم يصبح رئيسا حتى عام 1979 يمكن تفسيره بانعدام الأمن الخاص بصدام. فقبل أن يصبح رئيساً شرعياً للدولة، بدأ صدّام حملة مناهضة للشيوعية؛ ولم تكن للحزب الشيوعي سلطة حقيقية، وغادر أغلب كبار مسؤوليه البلاد أو سجنتهم أو أعدمتهم حكومة البعث. ولم تتركز الحملة على الحزب الشيوعي، بل تركزت أيضا على البعثيين الذين لم يدعموا صدام. وكان صدام قد أطلق حملة مماثلة في عام 1978، في ذلك الوقت للتحقق من ولاء بعض اليساريين: البعثية أو الاشتراكية. بعد الحملة، دخل صدام الساحة العربية لأول مرة تحت راية الناصرية و‌جمال عبد الناصر بانتقاد اتفاقات كامب ديفيد بين محمد أنور السادات المصري ودولة إسرائيل.
ورداً على الثورة الإيرانية، ثار العديد من الشيعة العراقيين ضد ما اعتبروه حكومة يقودها السنة، مما أدى إلى انهيار حزب البعث في مناطق معينة من البلاد. وفي هذه الحالة استولى صدام على مناصب الرئيس وزعيم حزب البعث ورئيس مجلس قيادة الثورة. وتم ترقية عزة إبراهيم الدوري إلى منصب نائب رئيس المجلس (ما يعادل منصب نائب الرئيس في الغرب). كما انتشرت شائعات داخل المستويات العليا من السلطة مفادها أن البكر (بمساعدة البعثيين العراقيين الذين عارضوا صدّام) يخطط لتعيين حافظ الأسد خلفاً له. وفور استيلاء صدام على السلطة، اتهم أكثر من 60 عضوا من حزب البعث والقيادة الحكومية بالتحريض على مؤامرة البعث المناهضة للعراق بالتعاون مع الأسد و‌حزب البعث الذي يتخذ من دمشق مقرا له.

## قراءات أخرى
- Baram, Amatzia ((بالعبرية: פרופ' אמציה ברעם‏); جامعة حيفا). "Neo-Tribalism in Iraq: Saddam Hussein's Tribal Policies 1991-96." المجلة الدولية لدراسات الشرق الأوسط. Vol. 29, No. 1 (Feb. 1997), pp. 1–31. Available at جايستور.
- Baram, Amatzia. "From Militant Secularism to Islamism: The Iraqi Ba’th Regime 1968-2003" (Archive). مركز وودرو ولسون الدولي للعلماء, History and Public Policy Program, Occasional Paper. October 2011.
- Helfont, Samuel. "Saddam and the Islamists: The Ba‘thist Regime’s Instrumentalization of Religion in Foreign Affairs." ذا ميدل إيست جورنال. Volume 68, Number 3, Summer 2014. pp. 352–366. Available at مشروع ميوز [الإنجليزية].